# Musée Longgang de la culture Hakka
Le Musée Longgang de la culture Hakka (Chinois simplifié : 龙岗客家民俗博物馆 ; chinois traditionnel : 龍崗客家民俗博物館 ; pinyin : Lónggǎng Kèjiā Mínsú Bówùguǎn) est situé dans le district de Longgang, Shenzhen, Chine. Il contient un groupe d’architectures Hakka, qui fut construit à l’origine par le peuple Hakka de Xinging.